# Regles de vol instrumental
Rep el nom de Regles de Vol Instrumental (més conegut per les seues sigles en anglès, IFR - instrument flight rules), el conjunt de normes i procediments arreplegats en el Reglament de Circulació Aèria, que regulen el pilotatge d'aeronaus en condicions de visibilitat reduïda. Es tracta del mètode de navegació alternatiu a les Regles de Vol Visual o VFR - visual flight rules.

## Separació d'aeronaus
El més important del vol instrumental és que permet l'operació contínua d'aeronaus en els moments que la capacitat del pilot per a veure i evitar col·lisions amb altres naus o obstacles està clarament reduïda o és, fins i tot, impossible.
Per a això s'apliquen uns criteris de separació entre aeronaus i amb el terreny. De la primera és responsable el controlador aeri, mentre que la segona està arreplegada en les cartes de navegació aeronàutica. El controlador estableix la separació entre aeronaus mitjançant el càlcul de temps, distàncies i velocitats entre aquests. Obté tals informacions de dues maneres: bé mitjançant les dades de velocitat, altura, rumb o posició que li transmet el pilot, bé mitjançant la pantalla de radar, que obté aqueixes mateixes dades gràcies a un emissor de ràdio en l'aeronau cridat transpondedor.

## El controlador de trànsit aeri
Generalment, el vol instrumental requereix l'autorització del controlador per a cada fase del vol. El controlador proporciona rumb o aerovia, altitud i límit (el punt més llunyà al que l'aeronau pot volar abans de rebre una nova autorització. En les àrees més sobrecarregades de tràfic és usual que també es reclamen aquestes autoritzacions als vols visuals.
En espai aeri no controlat, les separacions estan establides mitjançant les Cartes de Navegació, que indiquen altituds mínimes per a evitar el terreny i els obstacles, les altituds de creuer per a evitar la col·lisió d'aeronaus que volen en adreces distintes. Així mateix, en l'espai aeri no controlat els pilots han d'informar de les seues intencions utilitzant una freqüència específica de ràdio, per a mantenir alerta als altres pilots.
A Espanya, l'espai aeri per sobre dels 24.500 peus sobre el nivell del mar es denomina Espai Aeri de Classe A, i està restringit als vols instrumentals.

## Meteorologia
Un avantatge del vol instrumental és la capacitat de volar en Condicions Meteorològiques Instrumentals (sigles en anglès: IMC), açò és, aquelles condicions que no permeten el vol visual. En aquestes condicions, el pilot controla el seu avió atenent a la lectura dels instruments de vol, i confia al controlador la seva separació respecte d'altres aeronaus o el terreny (a pesar que la majoria dels avions de línia i cada vegada més aeronaus lleugeres incorporen els seus propis sistemes d'alarma de proximitat al terreny (GPWS) i de col·lisió amb altres aeronaus (TCAS).
De totes maneres, és important no confondre Regles de Vol Instrumental (IFR) amb Condicions Meteorològiques Instrumentals (IMC). La immensa majoria d'avions comercials operen sota les Regles de vol instrumental, fins i tot quan les condicions permeten el vol visual. Sempre que la visibilitat ho permet, el pilot utilitza com referència primària l'observació directa, fins i tot per a evitar col·lisions amb altres naus, ja que en alguns casos (en àrees amb cobertura de radar limitada), el controlador manca d'informació sobre els avions en vol visual.
Habitualment, el pilot navega usant els instruments de vol. En àrees amb cobertura de radar pot rebre també vectors –açò és, diferents rumbs i altituds- del controlador. També han d'existir unes condicions mínimes de visibilitat per a permetre l'operació, que depenen de diversos factors: l'habilitació de la tripulació, l'equipament de l'aeronau (algunes d'elles permeten aterratges completament a cegues, gràcies al sistema d'aterratge autómatic ILS -Instrumental/ Landing/ System-), els vents reinants i les radioajudas existents en els voltants de l'aeroport.

## Procediments
Un vol instrumental consta de quatre etapes: l'eixida, la ruta, l'arribada i l'aproximació. Cadascuna d'aquestes etapes compta amb els seus procediments estàndard, publicats en les cartes de navegació aeronàutica i que permeten als vols instrumentals moure's d'una manera ordenada i segura, des que l'avió encén els seus motors fins que els apaga. Aquests procediments també permeten al pilot, en cas de fallada de comunicacions, completar un vol de manera que les seves intencions puguin predir-se, tant pel controlador com pels avions que puguin trobar-se en la zona.

### Eixides i arribades instrumentals
Les eixides estan descrites en les Cartes d'eixida instrumental (*SID) i descriuen les rutes a seguir per l'aeronau en funció de la seva destinació, des de l'Aeroport fins que s'incorpora a l'Aerovia assignada. Les Cartes d'arribada instrumental (STAR), per la seva banda, detallen la ruta des que l'avió abandona l'Aerovia fins al punt on inicia l'aproximació final a la pista.
La funció d'ambdós procediments és permetre les eixides i arribades simultànies en l'àrea de control de l'aeroport sense riscos de col·lisió. Les rutes d'eixida i arribada estan clarament detallades i es fixen a partir de les radioajudes existents (fonamentalment els cridats VOR i NDB), de punts referits a distàncies i rutes a partir de tals radioajudes, anomenats fixos o interseccions, i d'altres punts marcats mitjançant GPS.

### Aproximacions
L'aproximació a pista es detalla en les anomenades Cartes d'aproximació instrumental (*IAC), que descriuen la ruta, tant vertical com horitzontal, fins a un punt a partir del qual el pilot ha de tenir contacte visual amb la pista i completar el vol sense l'ajuda dels instruments. Aquest punt es denomina mínim, o Altitud de Decisió. Si en aquest punt el pilot no té contacte visual amb la pista, haurà de frustrar l'aterratge, d'acord amb els procediments establerts en la mateixa carta, i esperar instruccions del controlador o bé dirigir-se a un aeroport alternatiu especificat en el seu pla de vol.

#### Aproximació de precisió
Anomenem aproximació de precisió a aquella en la qual l'aeroport disposa de radioajudes específiques, anomenades ILS, o Sistema d'Aterratge per Instruments. Aquesta radioajuda proporciona a l'avió, en el tram final, una guia horitzontal i vertical que li permet dirigir-se i descendir de manera segura fins a la pista d'aterratge.
En les versions més sofisticades, aquest sistema permet a l'avió prendre terra sense intervenció del pilot.

#### Aproximació de no precisió
Les aproximacions de no precisió s'utilitzen en aeroports o pistes no equipats amb ILS. En aquests casos, les cartes condueixen a l'aeronau fins a un punt més o menys proper i més o menys alineat amb la pista, de manera que el pilot completa l'aterratge de forma visual.

### Rutes i Aerovies
Així mateix, les rutes també estan ordenades mitjançant les cridades Cartes de Ruta, que estableixen aerovies per les quals els avions han de volar obligatòriament. Depenent del seu rumb, volaren en altituds parells o imparells, per a evitar així col·lisions. Les aerovies també es componen de punts de referència.

## Habilitació Instrumental
No tots els pilots, ni tampoc totes les aeronaus, poden volar sota les Regles de Vol Instrumental. Els pilots requereixen una llicència especial i, a més, acreditar que han volat recentment sota aquestes condicions.
De la mateixa manera, les aeronaus han de disposar del següent equipament:
- Dos emissors/receptors de ràdio per a comunicacions amb els controladors.
- Dos receptors VOR per a contactar amb les radioajudes en terra.
- Dos receptors NDB per a contactar amb els radiofars en terra.
- I un equip de mesurament de distàncies (DME) per a conèixer les distàncies amb les radioajudes.